# Langelandsfestival
Langelandsfestival var en musikfestival, der afholdtes hvert år i uge 30 på en række marker ved Rudkøbing og ud mod Det Sydfynske Øhav. Langelandsfestival blev grundlagt i 1991 af Troels Hersom, der solgte festivalen til Allan K. Pedersen i 2006, efter festivalen var løbet ind i økonomiske problemer. I 2020 fejrede festivalen sit 30 års jubilæum, men allerede i december 2022 meddeltes at der ingen festival ville blive i 2023.
En nydannet initiativgruppe meldte dog i slutningen af 2023 at en ny festival under navnet Ø Festival – Langeland ville fortsætte med at afholde festival på samme sted.

## Sloganer
Langelandsfestival har i årenes løb benyttet forskellige slogans i sin markedsføring, hvoraf "Danmarks største havefest" og "Danmarks største familiefestival" nok vækker størst genklang. I 2018 har festivalen brugt sloganet: "Festival for alle" for at illustrere, at man mener at kunne tilbyde festivaloplevelser til mange forskellige slags mennesker.

## Musik & scener
De to hovedscener på Langelandsfestival hedder Store Scene og Møllers. Der er også mindre scener i Bodegaen og Skibaren. Musikprofilen for festivalen har varieret gennem årene, da der har været udenlandske kunstnere som Lisa Ekdahl og Michael Bolton - mens man i 2018 har valgt at satse på danske kunstnere, der kan levere et stærkt live-show.

## De enkelte år
- Langelandsfestival 2010
- Langelandsfestival 2011
- Langelandsfestival 2012
- Langelandsfestival 2013
- Langelandsfestival 2014